# 비다쓰 천황
비다쓰 천황(일본어: 敏達天皇 비다쓰 텐노[*], 538년? ~ 585년 9월 14일) 일본의 제30대 천황(재위 : 572년 4월 30일 ~ 585년 9월 14일)이다. 이름은 누나쿠라노후토타마시키노미코토(渟中倉太珠敷尊, 沼名倉太珠敷命)이다. 별칭으로는 오사다 천황(他田天皇)이라 불렸다. 긴메이 천황의 차남으로 어머니는 이시히메노 히메미코(石姫皇女), 센카 천황의 공주였다. 비다쓰 천황의 황후 스이코 천황은 긴메이 천황와 소가노 기타시히메의 딸이었다. 즉, 천황과 황후는 이복남매지간이었다. 일본서기에 따르면 그는 4명의 황후와 16명의 자녀를 두었다.
571년부터 585년까지 재위하는 동안 571년부터 572년까지 친정하였고 572년부터 585년까지 소가노 우마코가 대리청정하였다.

## 생애
그는 아버지 긴메이 천황에 의해 황태자로 임명되었고 계승하였다. 긴메이 천황 32년 차남이 비다쓰 천황으로 소쿠이에 올랐다.
그는 불교의 수용과 관련되어 소가씨와 모노노베씨 간에 긴장이 지속된 시대에 통치를 하였다. 572년 4월에 백제대정(百濟大井；쿠다라노오호위)에 궁(宮)을 조영하였고, 577년에는 백제에서 일본으로 경론 몇 권, 대대적인 학자와 율사 · 선사 · 비구니 · 주금사 등 승려 집단, 불상 만드는 기술자, 사찰을 지을 목수들이 파견되었다. 이때부터 일본에서는 절과 부처 등을 만들었다. 그 뒤, 금속공예사, 기와 굽는 기술자들까지 건너갔다. 신라에서도 579년에 승려와 불상을 보냈다. 583년에는 비다쓰 천황의 요청으로 고승 일라(日羅)가 건너갔다. 584년 백제는 다시 왜국에 불상 1구와 미륵상 1구를 보냈다. 이때 대신으로 있던 소가노 우마코(蘇我馬子, 551년?~626년)는 소가노 이나메의 아들이었는데, 소가노 우마코도 아버지 소가노 이나메의 불교 수용에 대한 유언에 따라 이 불상을 받아들이려 했다. 585년 8월 비다쓰 천황이 죽자 요메이 천황(제31대 천황이자 긴메이 천황의 아들이며 스이코 천황의 친오빠)이 즉위했다.
참고로 신찬성씨록에는 백제와 관련한 세 가지의 기록이 나오는데 대원진인의 조상은 민달 천황의 자손인 백제왕이다
(大原真人同祖敏達孫百濟王)라는 기록과 도근진인의 조상은 백제 친왕의 후손이다.(島根真人同祖百済親王之後)라는 기록, 청원진인의 조상은 백제 친왕의 후손이다.(清原真人同祖百済親王之後)라는 기록이다.

## 가족 관계
- 아버지 : 일본 제29대 긴메이 천황(欽明天皇, 509~571)
- 어머니 : 이시히메 황녀(石姫皇女)
  - 첫째 부인 : 히로히메(広姫, ?~575) - 오키나가노마테 왕(息長真手王)의 딸
    - 장남 : 오시사카노히코히토노오에 황자(押坂彦人大兄皇子)
    - 딸 : 사카노보리 황녀(逆登皇女)
    - 딸 : 우지 황녀(菟道皇女)

  - 둘째 부인 : 누카타베 황녀(額田部皇女, 554~628) - 일본 제33대 스이코 천황(推古天皇)
    - 딸 : 우지노카이타코 황녀(菟道貝蛸皇女)
    - 아들 : 다케다 황자(竹田皇子)
    - 딸 : 오하리타 황녀(小墾田皇女)
    - 딸 : 우모리 황녀(鸕鶿守皇女)
    - 아들 : 가즈라키 황자(葛城王皇子)
    - 아들 : 오와리 황자(尾張皇子)
    - 딸 : 다메 황녀(田眼皇女)
    - 딸 : 사쿠라이노유미하리 황녀(桜井弓張皇女)

  - 셋째 부인 : 오미나고(老女子)
    - 아들 : 나니와 황자(難波皇子, 560전후~587)
    - 아들 : 가스가 황자(春日皇子, 560 경~615)
    - 딸 : 구와타 황녀(桑田皇女)
    - 아들 : 오오마타 황자(大派皇子, 585 이전~?)

  - 넷째 부인 : 우나코(菟名子)
    - 딸 : 후토히메 황녀(太姫皇女)
    - 딸 : 누카데히메 황녀(糠手姫皇女, ?~664)

## 같이 보기
- 일본 천황
- 일본 천황 목록